# Хосе Луїс Кастільйо
Хосе Луїс Кастільйо (ісп. José Luis Castillo; 14 грудня 1973, Емпальме, Сонора, Мексика) — мексиканський боксер-професіонал, який виступав в легкій і 1-й напівсередній вагових категоріях. Чемпіон світу в легкій (версія WBC, 2000—2002 і 2004—2005) ваговій категорії.